# Kefar Sawa (stacja kolejowa)
Kefar Sawa (hebr.: תחנת הרכבת כפר סבא) – stacja kolejowa w mieście Kefar Sawa, w Izraelu. Jest obsługiwana przez Rakewet Jisra’el.
Stacja znajduje się w południowej części miasta Kefar Sawa. Dworzec jest przystosowany dla osób niepełnosprawnych.

## Połączenia
Pociągi z Kefar Sawy jadą do Lod, Tel Awiwu, Bene Berak, Petach Tikwa i Riszon le-Cijjon.